# Voie express Taghazout - Tiznit
La voie express Taghazout - Tiznit est le dédoublement d'une section de la route nationale 1 qui relie Tanger à Lagouira. Le tronçon relie Taghazout à Tiznit sur une distance de 120 km.

## Tracé
| Nom | Section                           | État (2020)        | Longueur |
| --- | --------------------------------- | ------------------ | -------- |
| N1  | Contournement de Taghazout        | En service (2017)  | 8 km     |
| N1  | Taghazout – Tamraght              | En service (2013)  | 1 km     |
| N1  | Tamraght – Aourir                 | En service (2010)  | 2 km     |
| N1  | Aourir – Ait Melloul              | En service (1990s) | 31 km    |
| N1  | Ait Melloul – Ait Amira           | En service (2009)  | 19 km    |
| N1  | Ait Amira – Pont sur l'Oued Massa | En service (2013)  | 33 km    |
| N1  | Pont sur l'Oued Massa – Tiznit    | En service (2017)  | 28 km    |

## Principales sorties
- :Taghazout
- :Tamraght
- :Agadir
- :Inezgane
- :Aït Melloul
- :Tiznit